# Lost & Found Records
Lost & Found Records war ein deutsches Plattenlabel aus der Gemeinde Wedemark bei Hannover, das in den 1980er- und 1990er-Jahren eine Vielzahl von Punk- und Hardcore-Platten produzierte. Gelegentlich kamen Gerüchte auf, dass das Label vereinzelt Bands übervorteilt habe. In den späten 1990er-Jahren wurde das Portfolio auf weitere Musikstile ausgeweitet und das Hip-Hop-Sublabel Check Your Head Records gegründet. Heute ist das Label nur noch als Mailorder für Tonträger und Bekleidung tätig.

## Künstler (Auszug)
Auf Lost & Found Records veröffentlichten unter anderem folgende Bands Tonträger:
- Artificial Peace
- Battery
- Concrete Sox
- Down by Law
- Enola Gay
- Government Issue
- Heresy
- Ignite
- Minor Threat
- Ryker’s
- Septic Death
- Sick of It All
- The Fix
- Straw Dogs
- The F.U.’s
- The Meatmen
- United Mutation
- White Flag
- Youth Brigade
- Youth of Today